# Orrouy
Orrouy est une commune française située dans le département de l'Oise en région Hauts-de-France.

## Géographie

### Communes limitrophes
| Saint-Sauveur                             | Saint-Jean-aux-Bois | Morienval             |
| Béthisy-Saint-Pierre Béthisy-Saint-Martin | Orrouy              | Gilocourt             |
| Glaignes                                  | Séry-Magneval       | Béthancourt-en-Valois |

### Hydrographie

#### Réseau hydrographique
La commune est située dans le bassin Seine-Normandie. Elle est drainée par l'Automne, la rivière Sainte-Marie, le cours d'eau 01 de la commune d'Orrouy et le ru de Visery,,.
L'Automne, d'une longueur de 34 km, prend sa source dans la commune de Villers-Cotterêts et se jette  dans l'Oise (rive gauche) à Longueil-Sainte-Marie, après avoir traversé 19 communes. 
La rivière Sainte-Marie, d'une longueur de 11 km, prend sa source dans la commune de Auger-Saint-Vincent et se jette  dans l'Automne sur la commune, après avoir traversé cinq communes. 

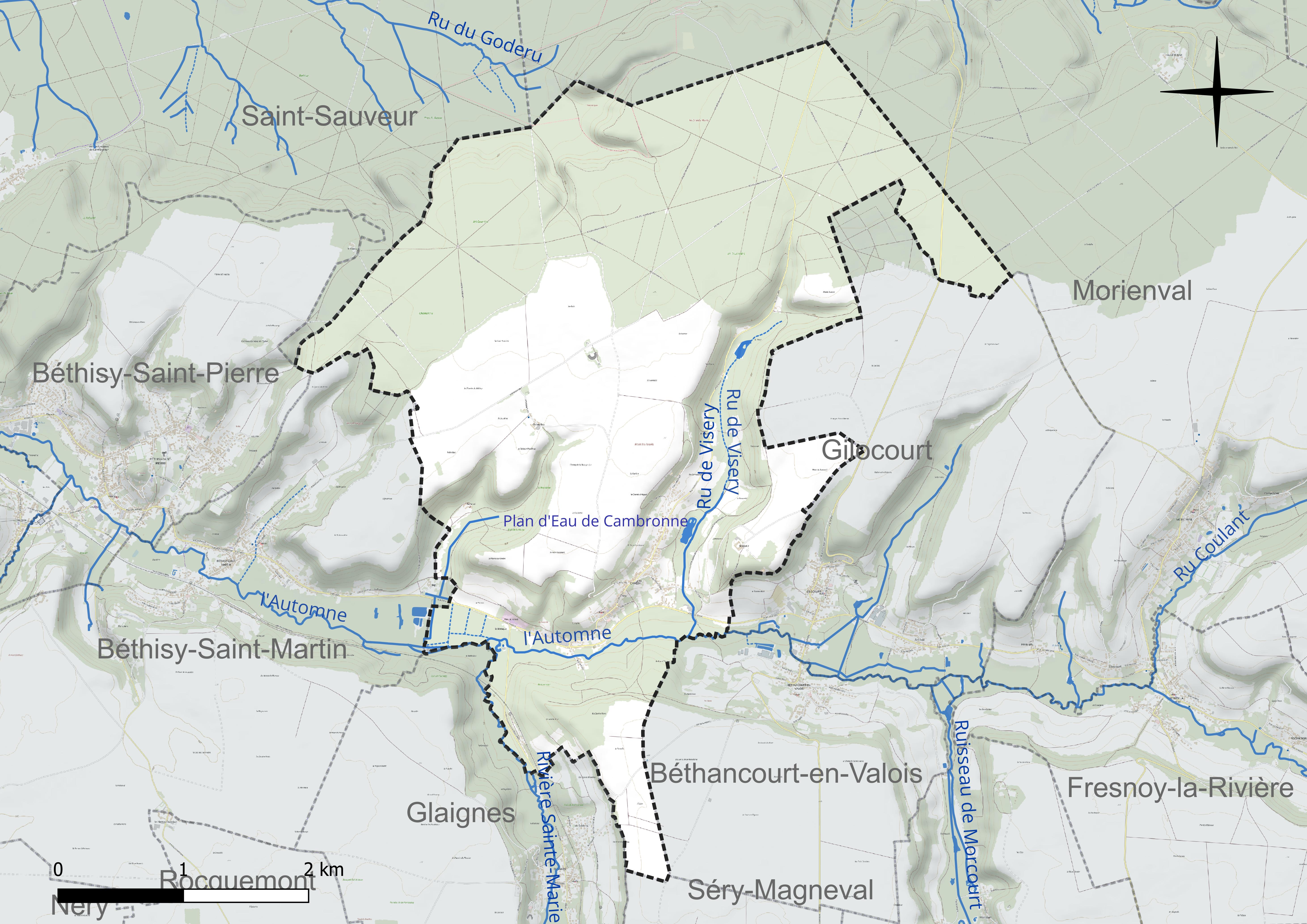
Réseau hydrographique d'Orrouy.

Un plan d'eau complète le réseau hydrographique : le plan d'eau de Cambronne (1,3 ha),.

#### Gestion et qualité des eaux
Le territoire communal est couvert par le schéma d'aménagement et de gestion des eaux (SAGE) « Sensée ». Ce document de planification concerne un territoire de 287 km2 de superficie, délimité par le bassin versant de l'Automne. Le périmètre a été arrêté le 28 mai 1996 et le SAGE proprement dit a été approuvé le 16 décembre 2003 puis révisé le 10 mars 2016. La structure porteuse de l'élaboration et de la mise en œuvre est le syndicat d'aménagement et de gestion des eaux du Bassin Automne (S.A.G.E.B.A). 
La qualité des cours d'eau peut être consultée sur un site dédié géré par les agences de l'eau et l'Agence française pour la biodiversité. 

### Climat
Pour des articles plus généraux, voir Climat des Hauts-de-France et Climat de l'Oise.
En 2010, le climat de la commune est de type climat océanique dégradé des plaines du Centre et du Nord, selon une étude du CNRS s'appuyant sur une série de données couvrant la période 1971-2000. En 2020, Météo-France publie une typologie des climats de la France métropolitaine dans laquelle la commune est dans une zone de transition entre le climat océanique et le climat océanique altéré et est dans la région climatique  Nord-est du bassin Parisien, caractérisée par un ensoleillement médiocre, une pluviométrie moyenne régulièrement répartie au cours de l'année et un hiver froid (3 °C). 
Pour la période 1971-2000, la température annuelle moyenne est de 10,6 °C, avec une amplitude thermique annuelle de 14,9 °C. Le cumul annuel moyen de précipitations est de 719 mm, avec 11,5 jours de précipitations en janvier et 8,2 jours en juillet. Pour la période 1991-2020, la température moyenne annuelle observée sur la station météorologique la plus proche, située sur la commune de Margny-lès-Compiègne à 15 km à vol d'oiseau, est de 11,2 °C et le cumul annuel moyen de précipitations est de 633,5 mm,. Pour l'avenir, les paramètres climatiques de la commune estimés pour 2050 selon différents scénarios d'émission de gaz à effet de serre sont consultables sur un site dédié publié par Météo-France en novembre 2022.

## Urbanisme

### Typologie
Au 1er janvier 2024, Orrouy est catégorisée commune rurale à habitat dispersé, selon la nouvelle grille communale de densité à sept niveaux définie par l'Insee en 2022.
Elle est située hors unité urbaine. Par ailleurs la commune fait partie de l'aire d'attraction de Paris, dont elle est une commune de la couronne,. 

### Occupation des sols
L'occupation des sols de la commune, telle qu'elle ressort de la base de données européenne d'occupation biophysique des sols Corine Land Cover (CLC), est marquée par l'importance des forêts et milieux semi-naturels (65,1 % en 2018), en augmentation par rapport à 1990 (63,1 %). La répartition détaillée en 2018 est la suivante : 
forêts (65,1 %), terres arables (31,6 %), zones urbanisées (2,9 %), prairies (0,4 %). L'évolution de l'occupation des sols de la commune et de ses infrastructures peut être observée sur les différentes représentations cartographiques du territoire : la carte de Cassini (XVIIIe siècle), la carte d'état-major (1820-1866) et les cartes ou photos aériennes de l'IGN pour la période actuelle (1950 à aujourd'hui).

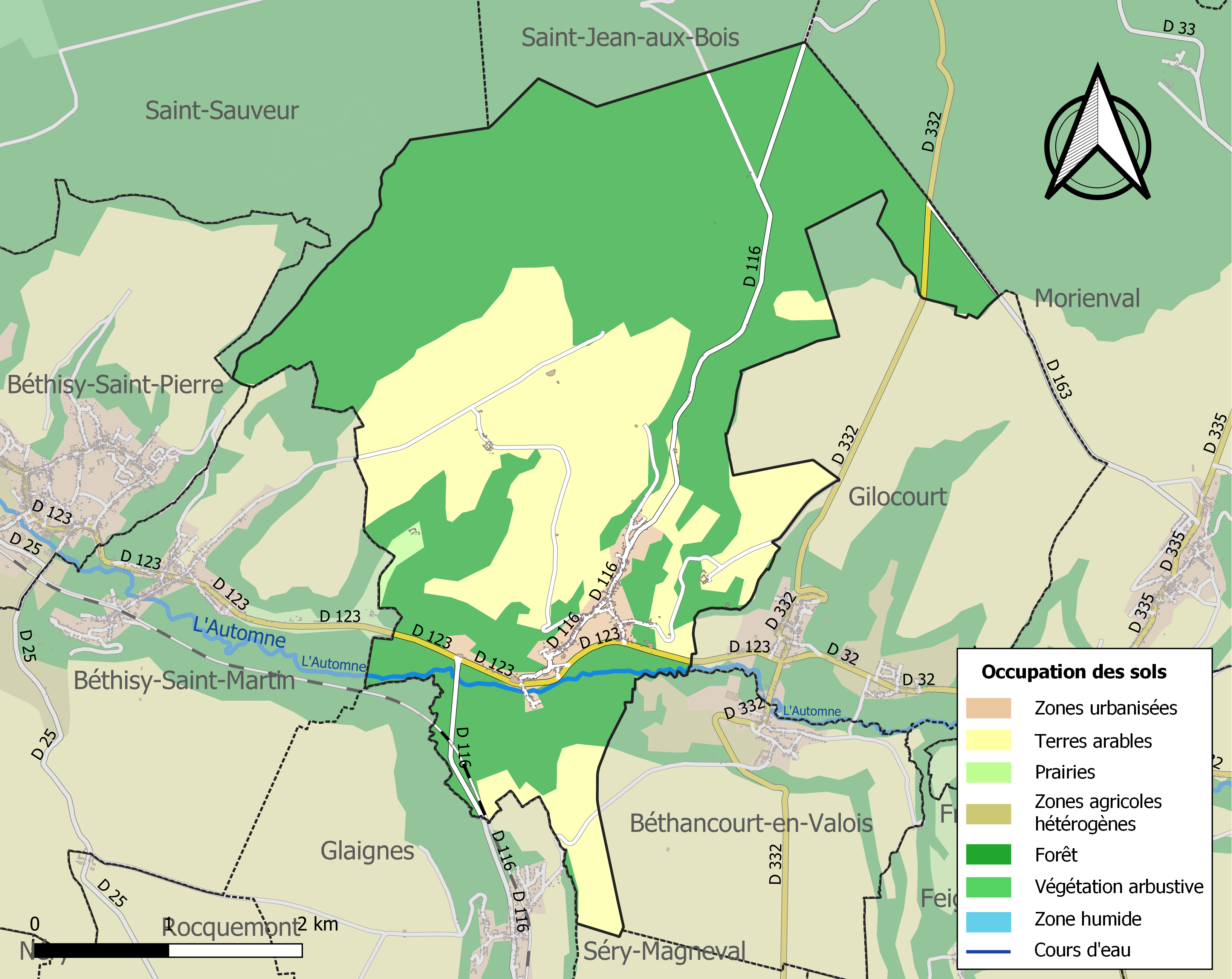
Carte des infrastructures et de l'occupation des sols de la commune en 2018 (CLC).

### Voies de communication et transports
La commune est desservie, en 2023, par les lignes 656, 657 et 6446 du réseau interurbain de l'Oise.

## Toponymie
Pour Orrouy : Oratorium, Oroer-en-Valois, Orouay, Orouy, Orouer, Orois, Orroui. Le nom évoque donc un lieu de prière.
Oratorium terme latin signifiant oratoire.
Pour Champlieu : Campilocus.

## Histoire

### Néolithique
Darwin mentionne la grotte d'Orrouy - qu'il écrit Orrony - pour la grotte sépulcrale de Montmaigre, qui se trouve à 50 m d'altitude et à quelques centaines de mètres du village d'Orrouy. Cette grotte est très petite : 4 m de large pour 3 m de profondeur, avec une entrée de 50 cm de hauteur et un plafond allant s'abaissant jusque vers le fond. En 1860 le propriétaire du terrain, M. Hazard, fit déblayer la grotte pour la transformer en abri. Sous une grande dalle du plancher au niveau de l'ouverture, les ouvriers découvrirent un squelette humain en position allongée dans un lit de sable jaune sec ; sous ce squelette se trouvaient une multitude d'ossements humains formant une couche de 1 m d'épaisseur. Le propriétaire fit entreposer les ossements en caisses - ce qui fut fait pêle-mêle et de nombreux ossements furent perdus à cette occasion - et en fit don au musée de la Société d'Anthropologie quelque quatre ans après,.
Là, cette collection fut examinée par Paul Broca, qui la présenta à la Société d'Anthropologie de Paris le 21 janvier 1864. Elle inclut 21 crânes humains, des os longs, des vertèbres, un assez grand nombre d'os animaux très fragmentés (côtes et omoplates de petits ruminants), et quelques rares débris archéologiques mal ou pas documentés. Le nombre total d'individus est estimé à environ une cinquantaine. Le mobilier inclut des fragments de poterie grossière, des haches en silex poli, couteaux en silex taillé (disparus en 1955), et - notablement - d'une petite cuillère en bronze « merveilleusement conservée, et dont le manche long et grêle se termine par une petite figurine d'un travail assez remarquable » - mais on ne sait à quel niveau elle se situait. Il n'y a pas d'élément en fer, et la cuiller a fait dater ces vestiges de l'âge du bronze ; mais en 1887 Paul Topinard signale que ce genre de cuiller se trouve en abondance chez les antiquaires, et que les vestiges de la grotte sont à dater du Néolithique.
Broca pense que la grotte a servi de sépulture pour une petite tribu, voire même une seule famille, pour « un assez grand nombre de générations ».
A 50 m de là, une deuxième grotte plus petite a livré les fragments d'un crâne humain isolé, impossible à dater car non accompagné de matériel archéologique.
En 1955 ce matériel se trouvait à l'Institut de Paléontologie Humaine. Louis Trouette, qui l'a étudié, classe les individus humains comme membres de la « petite race brachycéphale néolithique ».

### Antiquité
La commune est traversée par la voie romaine Senlis-Soissons et les environs sont riches en vestiges antiques : vici de la Carrière-du-Roi sur Morienval à 5 km à l'est ; et ceux dits du mont Berny (quartier de la Queue-de-Saint-Etienne, partagé entre les communes de Pierrefonds et de Saint-Etienne-Roilaye), 12 km (à pied) au nord-est,,.
Sur le plateau surplombant la vallée de l'Automne se trouvent les ruines du sanctuaire antique de Champlieu, fouillées dans les années 1860 par Albert de Roucy. Des habitations l'accompagnent. L'une des caves fouillées à l'époque révèle douze trous circulaires creusés dans le sol pour recevoir des amphores en terre cuite.

### XIXe–XXesiècle
La commune était desservie par la gare d'Orrouy - Glaignes sur la ligne d'Ormoy-Villers à Boves, principalement destinée au trafic marchandises, et qui a été mise en service en 1882. Le service voyageurs a cessé en 1939.
Première Guerre mondiale

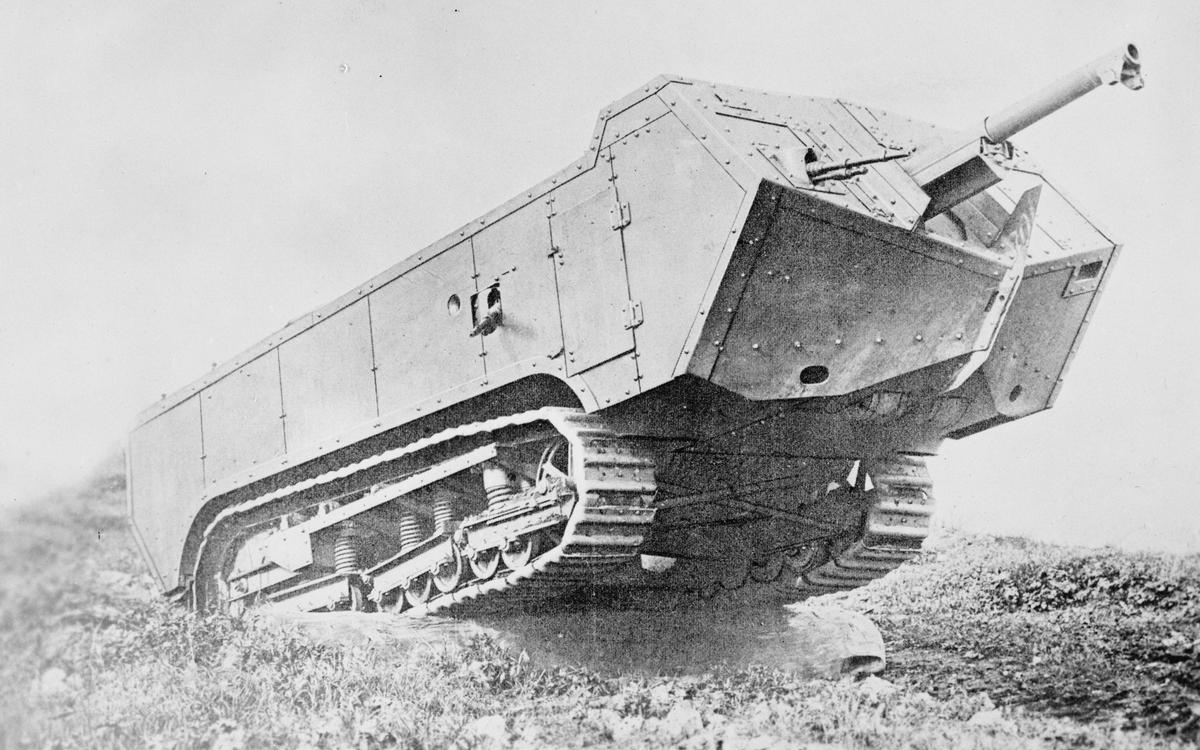
Char Saint-Chamond.

En 1916, le général Estienne, qui avait installé son quartier général dans le château d'Orrouy, créait le premier camp de chars, dans la clairière de  Champlieu, lieu-dit d'Orrouy. Il s'agissait d'un camp d'entraînement des unités de chars, une arme nouvelle alors désignée artillerie spéciale, puis  chars d'assaut et enfin chars de combat.
Le camp disposait d'un grand terrain de manœuvres avec un réseau de tranchées, de champs de tir, de sections de réparation et d'ateliers, de parcs de stationnement. L'instruction se faisait avec les chars Saint Chamond, Schneider et Renault FT17,,.

## Politique et administration

### Rattachements administratifs et électoraux
La commune se trouve dans l'arrondissement de Senlis du département de l'Oise. Pour l'élection des députés, elle fait partie depuis 1988 de la cinquième circonscription de l'Oise.
Elle fait partie depuis 1801 du canton de Crépy-en-Valois. Dans le cadre du redécoupage cantonal de 2014 en France, ce canton, dont la commune est toujours membre, est modifié, mais toujours avec 25 communes.

### Intercommunalité
La commune est membre de la communauté de communes du pays de Valois, créée fin 1996.

### Liste des maires
| Période                                  | Période                      | Identité                       | Étiquette | Qualité                                                                       |
| ---------------------------------------- | ---------------------------- | ------------------------------ | --------- | ----------------------------------------------------------------------------- |
| Les données manquantes sont à compléter. |                              |                                |           |                                                                               |
| 1790                                     | 1792                         | Remy Baudequin                 |           |                                                                               |
| 1792                                     | 1800                         | Jean Baptiste Tetefort         |           |                                                                               |
|                                          | 1800                         | Martin Delargile               |           |                                                                               |
| 1800                                     | 1821                         | Joseph Alexandre Deshayes      |           | Propriétaire                                                                  |
| 1822                                     | 1854                         | Jean Baptiste Nicolas Gossier  |           | Cultivateur                                                                   |
| 1854                                     | apr.1864                     | Antoine André Marneuf          |           |                                                                               |
| av.1874                                  | 1896                         | Armand Desfriches, comte Doria |           | Propriétaire                                                                  |
| 1896                                     |                              | Paul Desfriches, comte Doria   |           | Propriétaire                                                                  |
| Les données manquantes sont à compléter. |                              |                                |           |                                                                               |
| 1989                                     | En cours (au 8 octobre 2016) | Daniel Gage                    |           | Agriculteur Vice-président de la CCPV (2014→ ) Réélu pour le mandat 2014-2020 |

## Population et société

### Démographie

#### Évolution démographique
L'évolution du nombre d'habitants est connue à travers les recensements de la population effectués dans la commune depuis 1793. Pour les communes de moins de 10 000 habitants, une enquête de recensement portant sur toute la population est réalisée tous les cinq ans, les populations de référence des années intermédiaires étant quant à elles estimées par interpolation ou extrapolation. Pour la commune, le premier recensement exhaustif entrant dans le cadre du nouveau dispositif a été réalisé en 2007.

En 2022, la commune comptait 587 habitants, en évolution de −0,34 % par rapport à 2016 (Oise : +0,87 %, France hors Mayotte : +2,11 %).
| 1793 | 1800 | 1806 | 1821 | 1831 | 1836 | 1841 | 1846 | 1851 |
| ---- | ---- | ---- | ---- | ---- | ---- | ---- | ---- | ---- |
| 548  | 586  | 615  | 589  | 625  | 610  | 635  | 643  | 648  |

| 1856 | 1861 | 1866 | 1872 | 1876 | 1881 | 1886 | 1891 | 1896 |
| ---- | ---- | ---- | ---- | ---- | ---- | ---- | ---- | ---- |
| 616  | 609  | 569  | 540  | 541  | 535  | 558  | 522  | 523  |

| 1901 | 1906 | 1911 | 1921 | 1926 | 1931 | 1936 | 1946 | 1954 |
| ---- | ---- | ---- | ---- | ---- | ---- | ---- | ---- | ---- |
| 530  | 508  | 504  | 492  | 459  | 469  | 466  | 393  | 433  |

| 1962 | 1968 | 1975 | 1982 | 1990 | 1999 | 2006 | 2007 | 2012 |
| ---- | ---- | ---- | ---- | ---- | ---- | ---- | ---- | ---- |
| 463  | 481  | 451  | 501  | 516  | 569  | 574  | 574  | 574  |

| 2017 | 2022 | - | - | - | - | - | - | - |
| ---- | ---- | - | - | - | - | - | - | - |
| 595  | 587  | - | - | - | - | - | - | - |

#### Pyramide des âges
La population de la commune est relativement âgée.
En 2018, le taux de personnes d'un âge inférieur à 30 ans s'élève à 30,0 %, soit en dessous de la moyenne départementale (37,3 %). À l'inverse, le taux de personnes d'âge supérieur à 60 ans est de 33,0 % la même année, alors qu'il est de 22,8 % au niveau départemental.
En 2018, la commune comptait 269 hommes pour 331 femmes, soit un taux de 55,17 % de femmes, largement supérieur au taux départemental (51,11 %).
Les pyramides des âges de la commune et du département s'établissent comme suit.
| Hommes | Classe d’âge | Femmes |
| ------ | ------------ | ------ |
| 1,9    | 90 ou +      | 5,7    |
| 6,7    | 75-89 ans    | 14,2   |
| 20,1   | 60-74 ans    | 16,7   |
| 24,3   | 45-59 ans    | 16,2   |
| 18,0   | 30-44 ans    | 16,5   |
| 14,3   | 15-29 ans    | 13,5   |
| 14,7   | 0-14 ans     | 17,2   |

| Hommes | Classe d’âge | Femmes |
| ------ | ------------ | ------ |
| 0,5    | 90 ou +      | 1,4    |
| 5,5    | 75-89 ans    | 7,6    |
| 15,6   | 60-74 ans    | 16,3   |
| 20,8   | 45-59 ans    | 20     |
| 19,4   | 30-44 ans    | 19,4   |
| 17,6   | 15-29 ans    | 16,2   |
| 20,6   | 0-14 ans     | 19,1   |

### Enseignement
Les enfants de la commune sont scolarisés par un regroupement pédagogique intercommunal qui regroupe Gilocourt, Béthancourt-en-Valois, Glaignes, Orrouy. Le syndicat scolaire a décidé de le transformer en regroupement pédagogique concentré à l'échéance 2020, pour lequel il prévoit de construire à Orrouy 900 m² de locaux scolaires (huit classes, une salle de motricité de 85 m², une salle des professeurs) au domaine du pressoir à Orrouy,.

## Culture locale et patrimoine

### Lieux et monuments
Orrouy compte cinq monuments historiques sur son territoire.
- Église Saint-Rémi, rue Montlaville (classée monument historique par arrêté du 5 août 1920[45]) : C'est l'une des très rares églises à posséder un clocher-porche roman, des années 1130, largement inspiré de la tour occidentale de Morienval.

La nef basilicale, bâtie après le clocher, a déjà des grandes arcades en tiers-point, mais n'est pas conçue pour être voûtée. Les fenêtres, situées au-dessus des piliers, sont aujourd'hui obturées par les toitures des bas-côtés. Le plafond plat date des alentours de 1760. Plus élevé que la nef est le chœur-halle gothique flamboyant terminé vers 1540. Son plan s'inscrit dans un rectangle, et ses six travées sont voûtées à la même hauteur. L'exécution est soignée, de même que la décoration des contreforts, assez insolite, mais l'architecture ne fait guère preuve d'originalité à l'intérieur, où les voûtes et les piliers notamment sont d'une grande simplicité.
Le principal attrait du chœur sont ces cinq verrières Renaissance du début des années 1540, qui constituent l'un des ensembles les plus importants de cette époque dans les églises rurales du département : on note en particulier deux verrières thématiques, dédiées à la Passion du Christ et à la Résurrection, la première assez mal conservée, et trois verrières apparemment recomposées, où dominent des vitraux hagiographiques, alternant avec de rares scènes bibliques et des représentations des donateurs. Les vitraux sont classés monument historique au titre objet depuis 1908.
- Château d'Orrouy[48].
- Site archéologique gallo-romain de Champlieu, en écart[49],[50] :

Ce site située sur l'ancienne chaussée Brunehaut regroupe les vestiges peu évoquateurs d'un temple romain ; un petit théâtre romain en fer à cheval de 70 m de diamètre, semblant assez bien conservé exception fait de la scène et des gradins, mais en réalité fortement restauré ; et les fondations de thermes romains.
Jamais tout à fait oublié par les habitants, le site a été sommairement fouillé pendant le second quart du XIXe siècle, puis plus exhaustivement sous le Second Empire sous l'impulsion de Napoléon III.
Une exploration archéologique moderne n'a concernée que le temple, les deux autres édifices ayant déjà été en grande partie dénaturés. Les produits des fouilles et les blocs sculptés, s'ils n'ont pas été victimes du vol et du vandalisme, sont déposés au musée Vivenel de Compiègne. Le site archéologique est ouvert à la visite toute l'année.
- Ruines de l'église Notre-Dame-de-la-Nativité de Champlieu, désignée souvent comme chapelle romane[51] :

Les origines de ce qu'il convient plutôt d'appeler une église restent dans l'ombre. Elle pouvait accueillir entre 620 et 640 fidèles, et des fouilles archéologiques ont démontré qu'elle remplace un édifice de l'époque carolingienne au moins aussi grand, voire plus important : situé sur l'un des chemins de Compostelle se confondant avec la chaussée Brunehaut, Champlieu devait avoir une certaine importance jusqu'à l'abandon de cette voie.
Au Moyen Âge, pendant une période impossible à préciser, l'église appartient à l'abbaye bénédictine Saint-Crespin-le-Grand de Soissons. Elle est dédiée à Notre-Dame-de-la-Nativité et un prieuré y est associé. Au XVIe siècle au plus tard, église et prieuré dépendent du prieuré de Saint-Thibaut. Après plusieurs incendies, ce prieuré avec sa dépendance de Champlieu sont donnés au couvent des Bénédictins anglais de Paris vers le début du XVIIe siècle. Les Anglais encouragent le culte marial, et le pèlerinage pour Champlieu gagne une certaine importance.
Le prieuré est désaffecté bien avant la Révolution française, et à la suite du départ des Bénédictins vers leur maison-mère, l'église n'apparaît plus dans les documents que sous le vocable de Saint-Jacques, auquel une chapelle avait toujours été dédiée dans l'église. Elle continue d'être desservie par un vicaire, avec une interruption à la période révolutionnaire, mais n'est fermée au culte qu'en 1808 par décision du conseil municipal, en raison de son mauvais état. Un coup de foudre détruit l'édifice en 1814.
La plus ancienne représentation iconographique connue de l'église date de 1842 et la montre déjà dans son état actuel. Elle se composait d'une nef non voûtée de cinq travées initialement accompagnée de bas-côtés, dont seuls les murs ouest et nord de la nef restent debout ; d'un transept dont les croisillons communiquaient avec la croisée par des arcades plein cintre assez basses ; et d'un chœur au chevet plat d'une seule travée. Transept et chœur forment un ensemble homogène pouvant remonter à la fin du Xe siècle. Le voûtement en berceau remonte au dernier tiers du XIe siècle.
Seules les amorces des voûtes subsistent aujourd'hui. Une grande fenêtre avait été percée dans le mur du chevet au XVe ou XVIe siècle, mais les étroites baies romanes subsistent ailleurs dans le transept et au nord et au sud du chœur. La nef date de la seconde moitié du XIIe siècle, avec un portail en tiers-point à la triple archivolte de la fin du XIIe siècle ou du début du XIIIe siècle, et des grandes arcades également en tiers-point reposant sur des piliers carrés, sur lesquels sont alignées les quatre fenêtres hautes au nord. L'abandon du bas-côté nord remonte au XIVe ou XVe siècle.
- Souterrains dits catacombes de Champlieu[53] :

Le souterrain a été découvert en septembre 1910 après que de fortes pluies avaient mises en évidence son existence. Une habitante, Mme Osselin, s'est immédiatement rendu propriétaire des lieux, secondée par l'abbé Narbey et Édouard-Alfred Martel. L'abbé Narbey publie rapidement une brochure Découverte d'une catacombe du IIe ou IIIe siècle à Champlieu, basée sur une exploration hâtive et une interprétation forcée. Aucun trésor n'étant découvert, Mme Gosselin cède la cave à Eugène Barbier, propriétaire du donjon de Vez, en 1925. Ce dernier ne fait aucune trouvaille non plus, mais assume mal cet échec et expose tout de même du prétendu mobilier des fouilles des catacombes dans son musée privé au château. Il s'agit de sarcophages du cimetière mérovingien près de l'église de Champlieu, et d'objets issus de la nécropole de Bonneuil-en-Valois. Barbier parvient à créer une légende et induit même en erreur l'archéologue senlisien Georges Matherat, dont la propension pour des déductions hasardeuses est de notoriété.
En réalité, les graffiti de la grotte, représentant des symboles de la première époque chrétienne (monogrammes du Christ, poisson, palmes, barque de saint Pierre, etc.) ne sont que des falsifications à partir de signes d'appareillage indiquant l'épaisseur des pierres, et en usage dans la région au XVe et XVe siècle[Quoi ?]. C'est de cette époque que datent la petite cave voûtée en berceau, l'escalier à main débouchant sur une galerie de 12 m de long, et la petite carrière souterraine de 4 à 5 m de large.

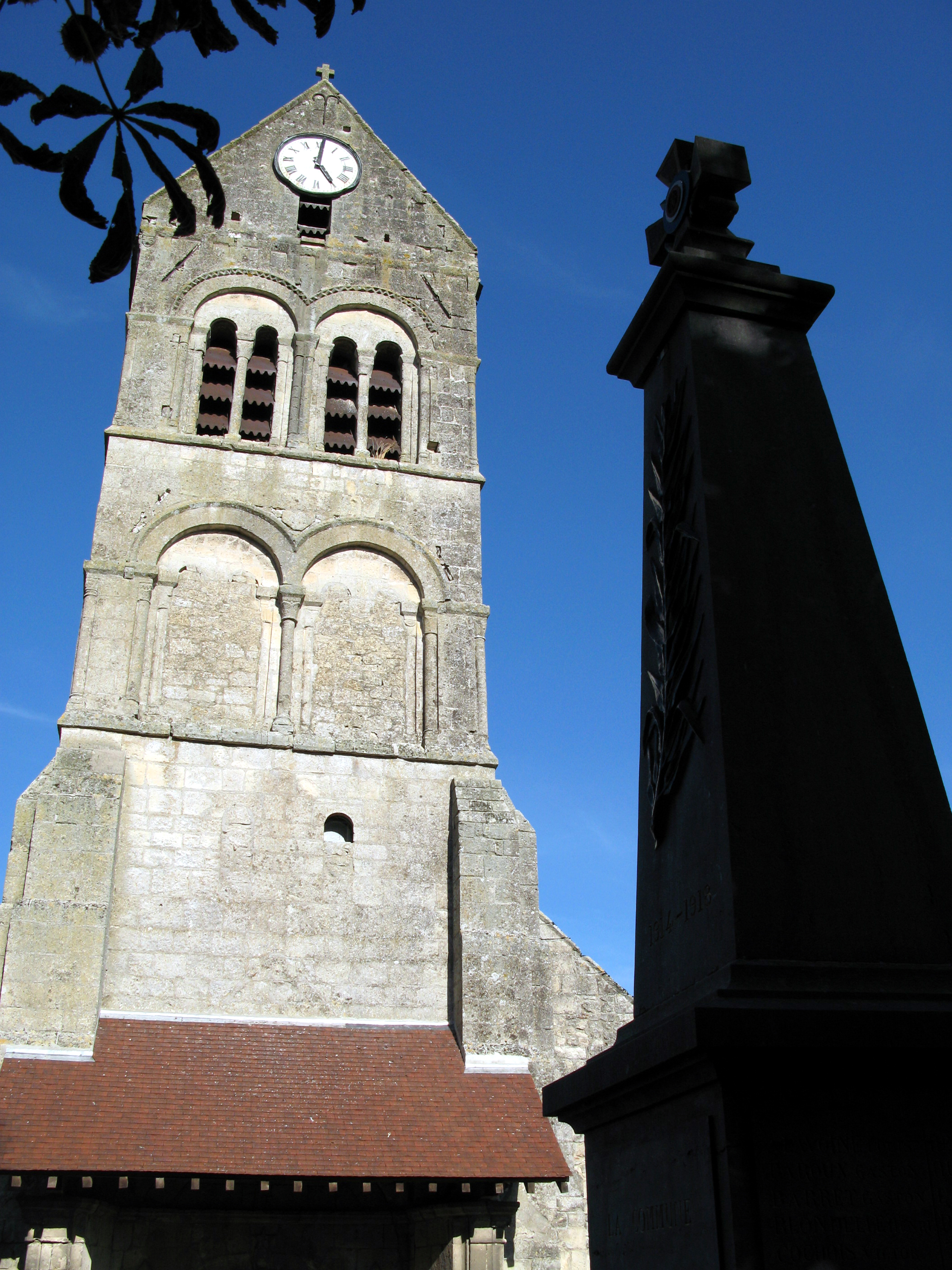
Clocher roman de l'église.
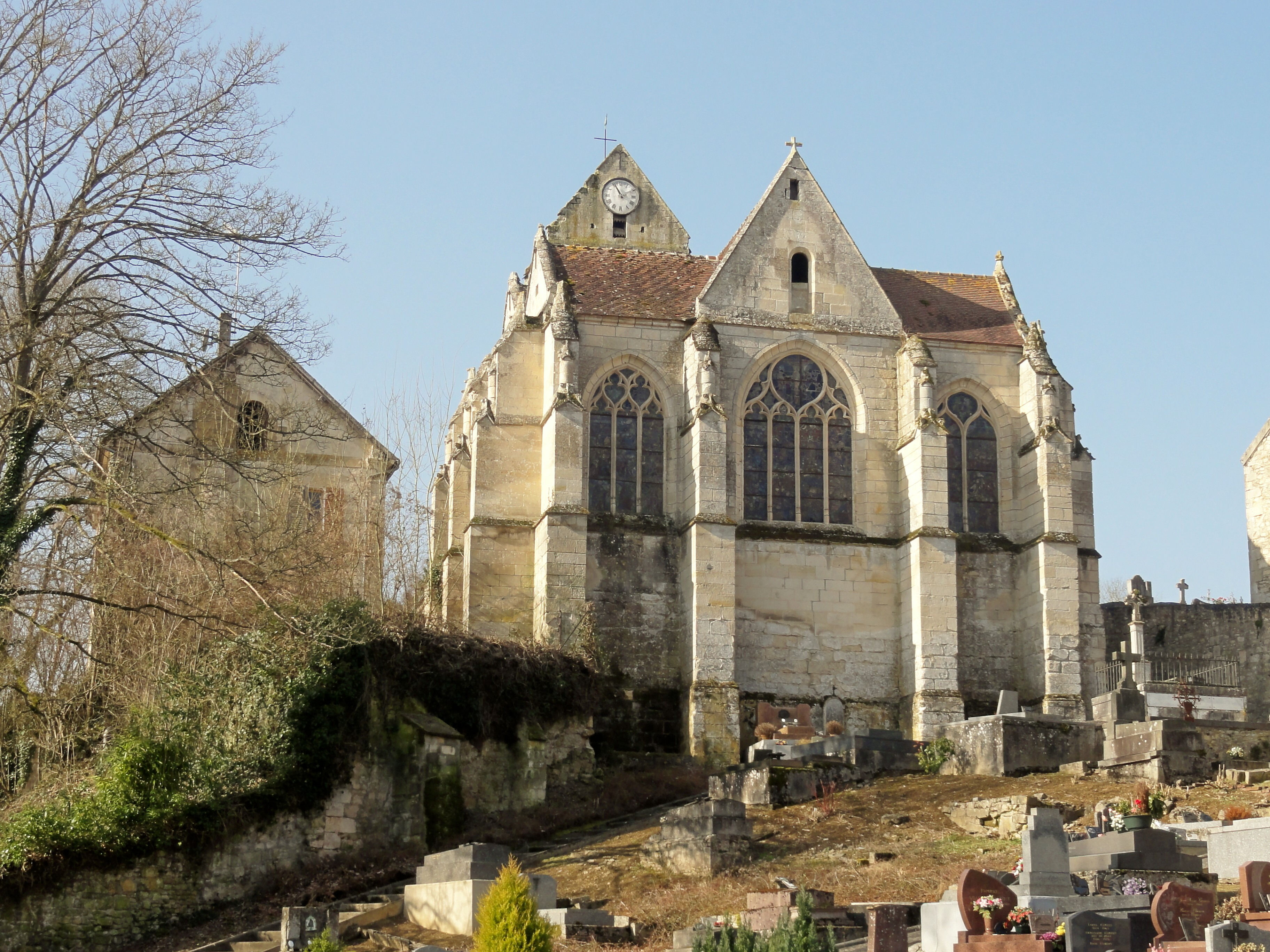
Ancien presbytère et chevet de l'église.
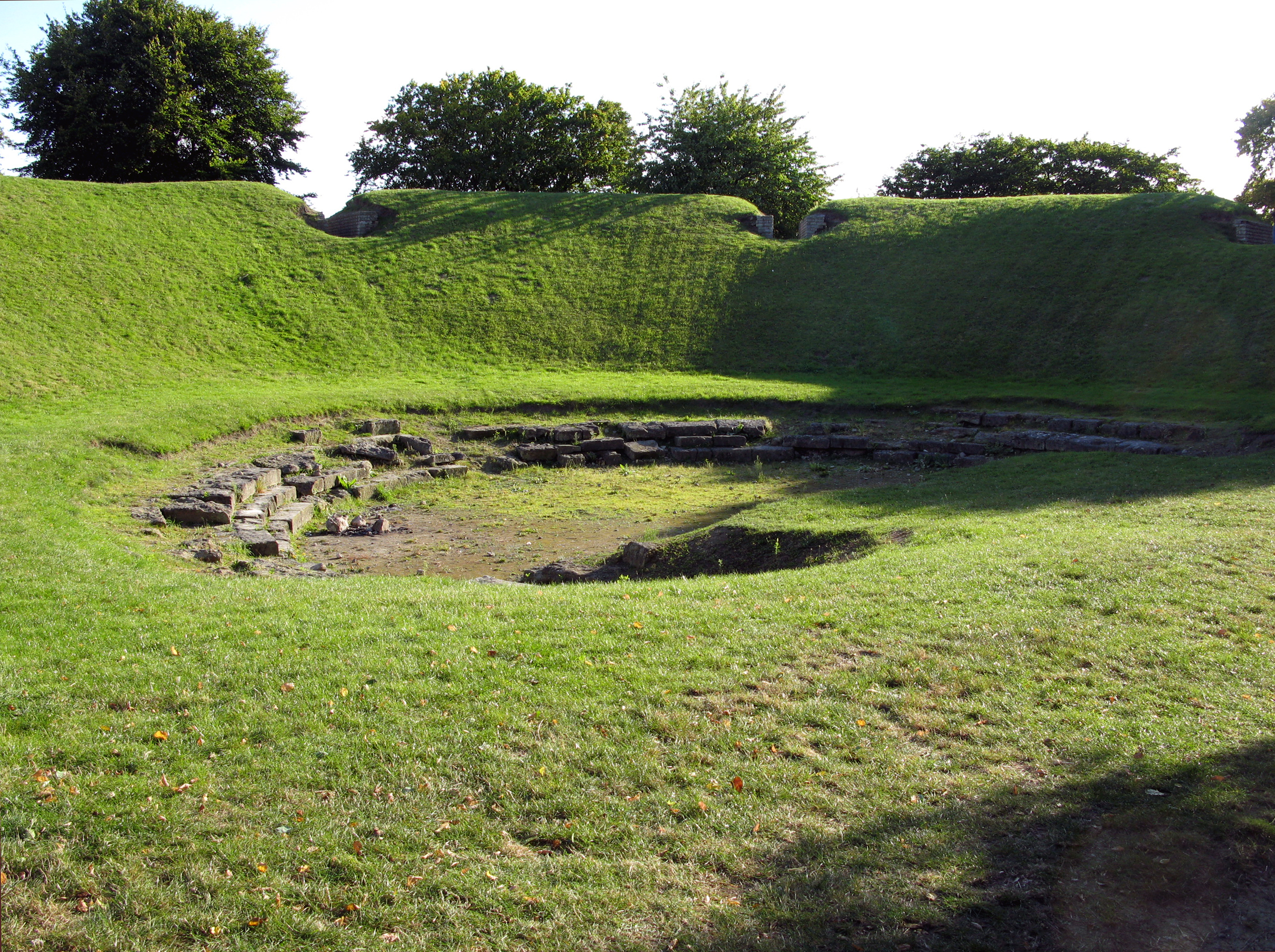
Théâtre romain de Champlieu.
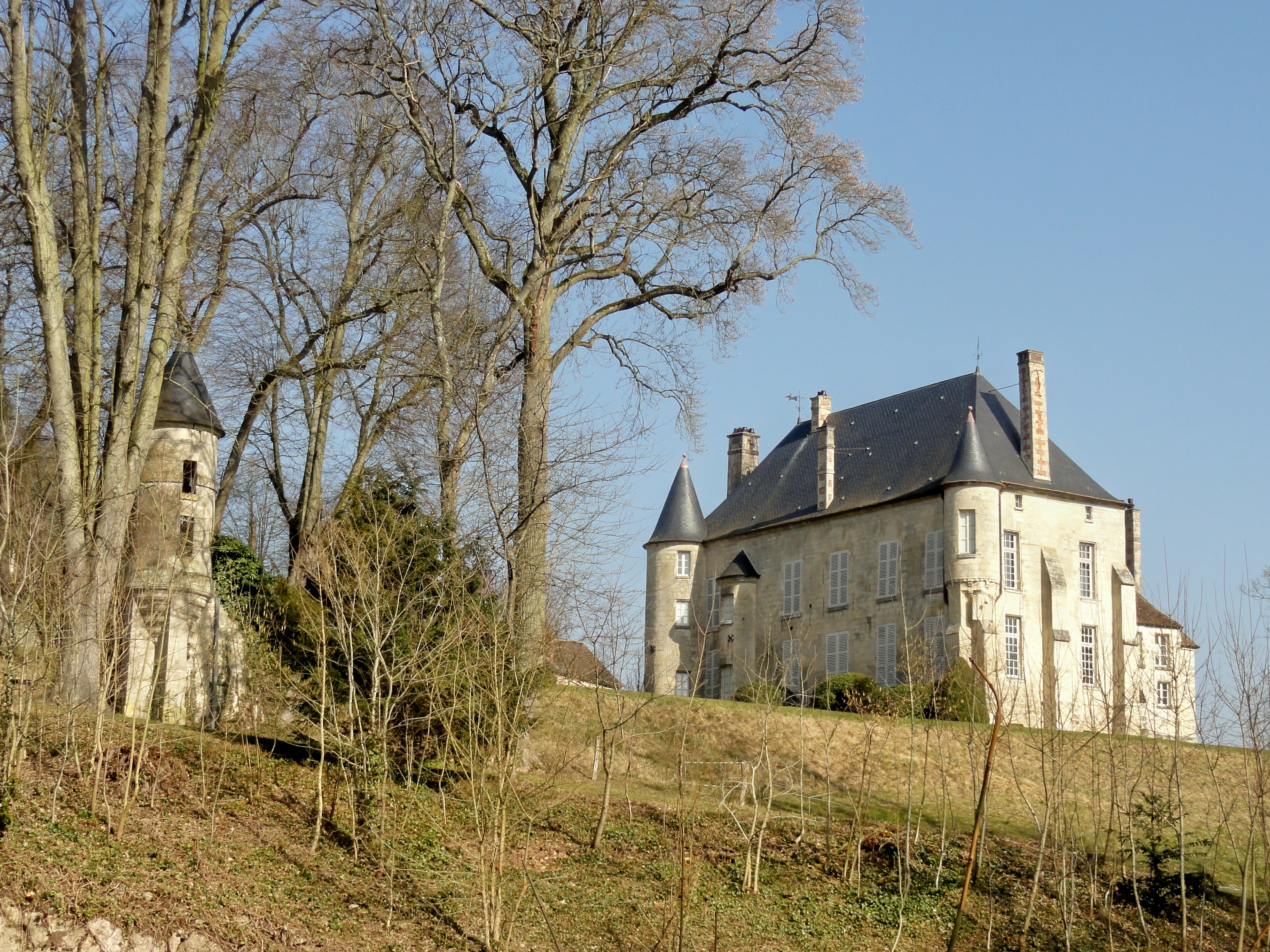
Le château, vue depuis le sud-ouest.
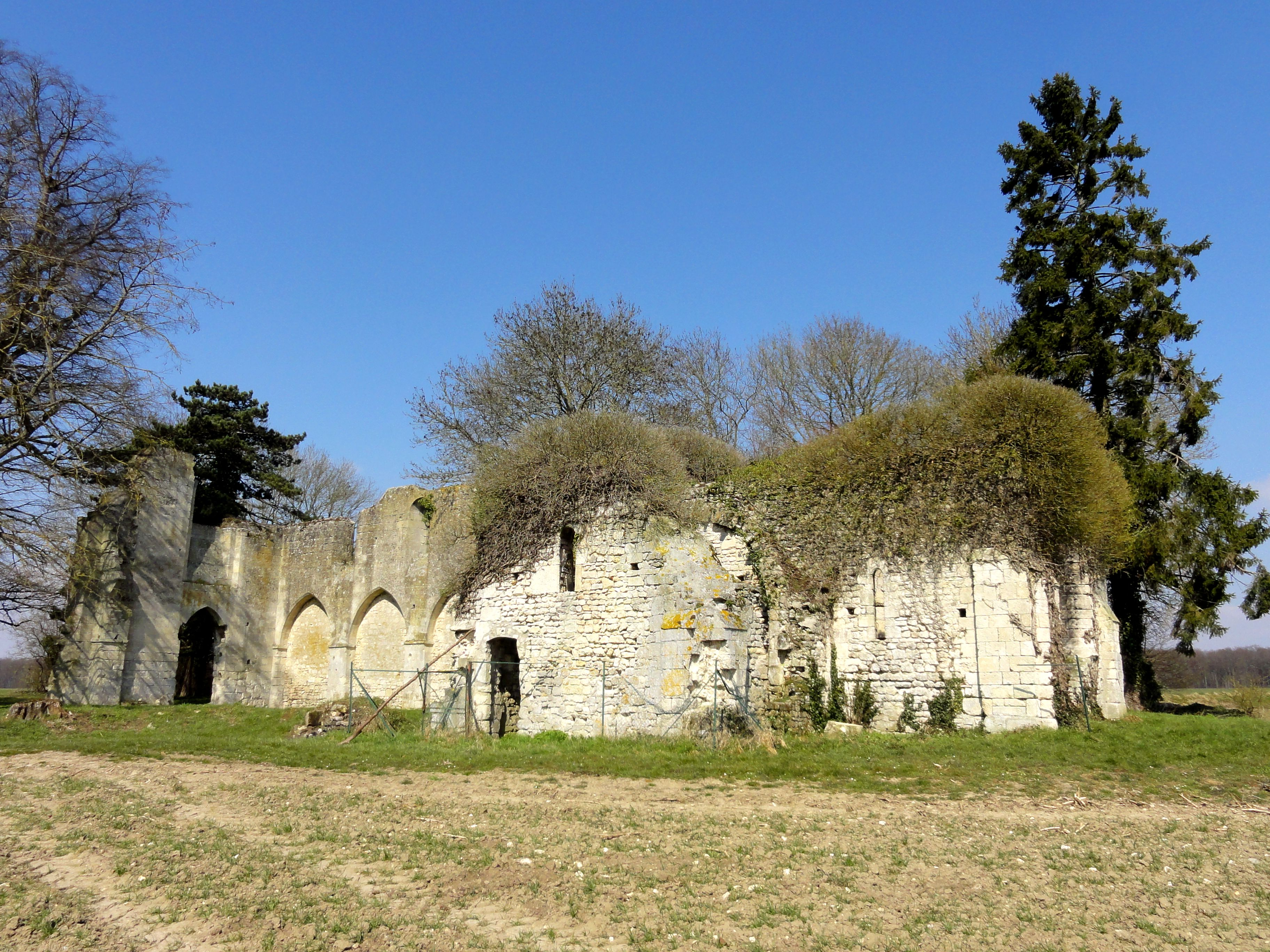
Ruines de l'église Notre-Dame.

On peut également signaler les édifices suivants :
- Ancien moulin à eau sur l'Automne.
- Croix en fer forgé à l'entrée ouest du village.
- Monument aux morts, face à l'église.
- Ancienne fontaine, au carrefour rue Montlaville / rue du Jeu-d'Arc / rue de la Forêt, contre le mur nord du parc du château.
- Lavoir ruiné, rue de Visery ; subsistent les murs et le bassin et quelques poutres de la charpente.
- Monument commémoratif du camp des chars d'assaut de Champlieu (1916-1918)[32], œuvre du sculpteur Réal del Sarte, près du site archéologique,

.

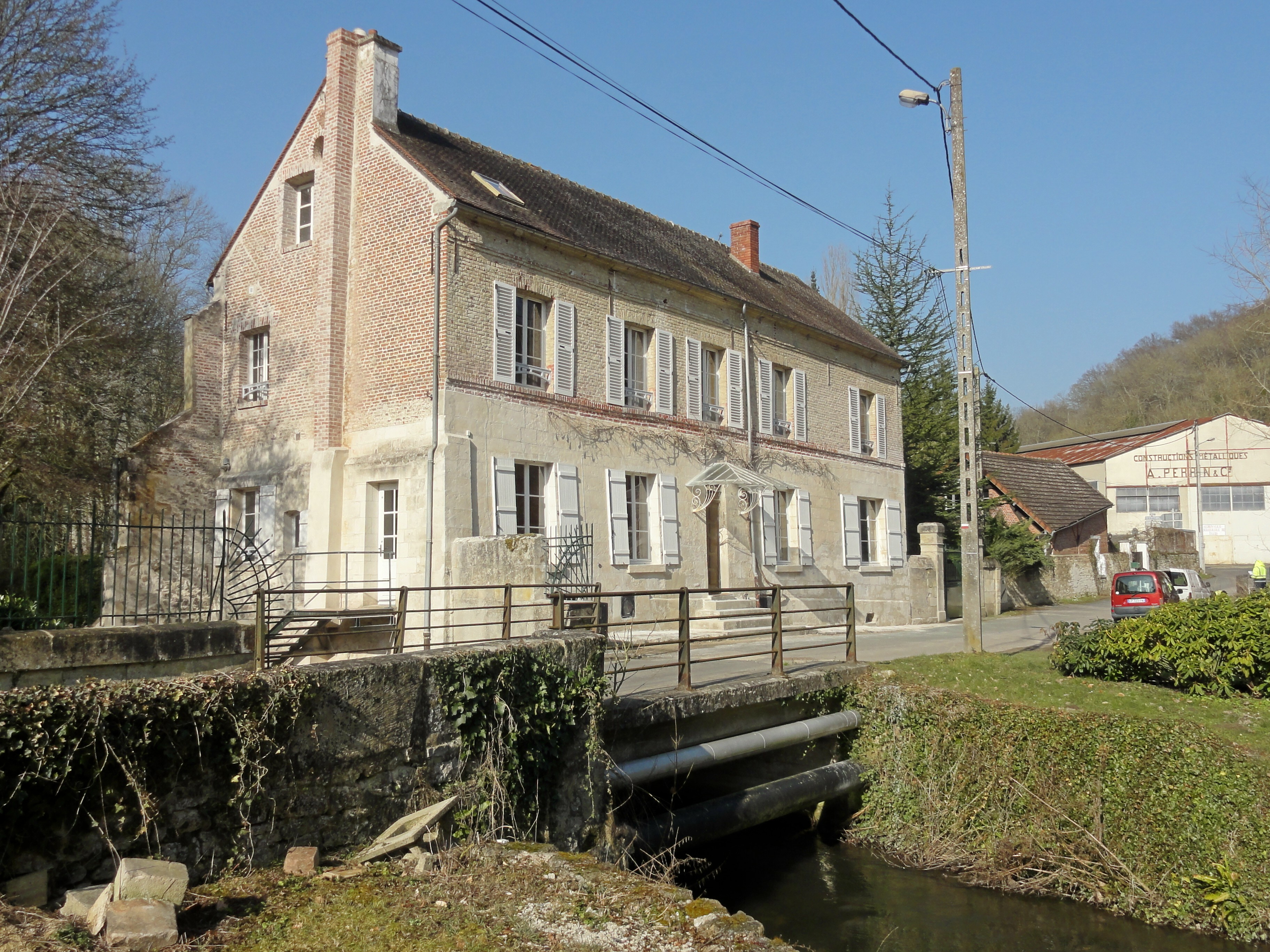
Ancien moulin.
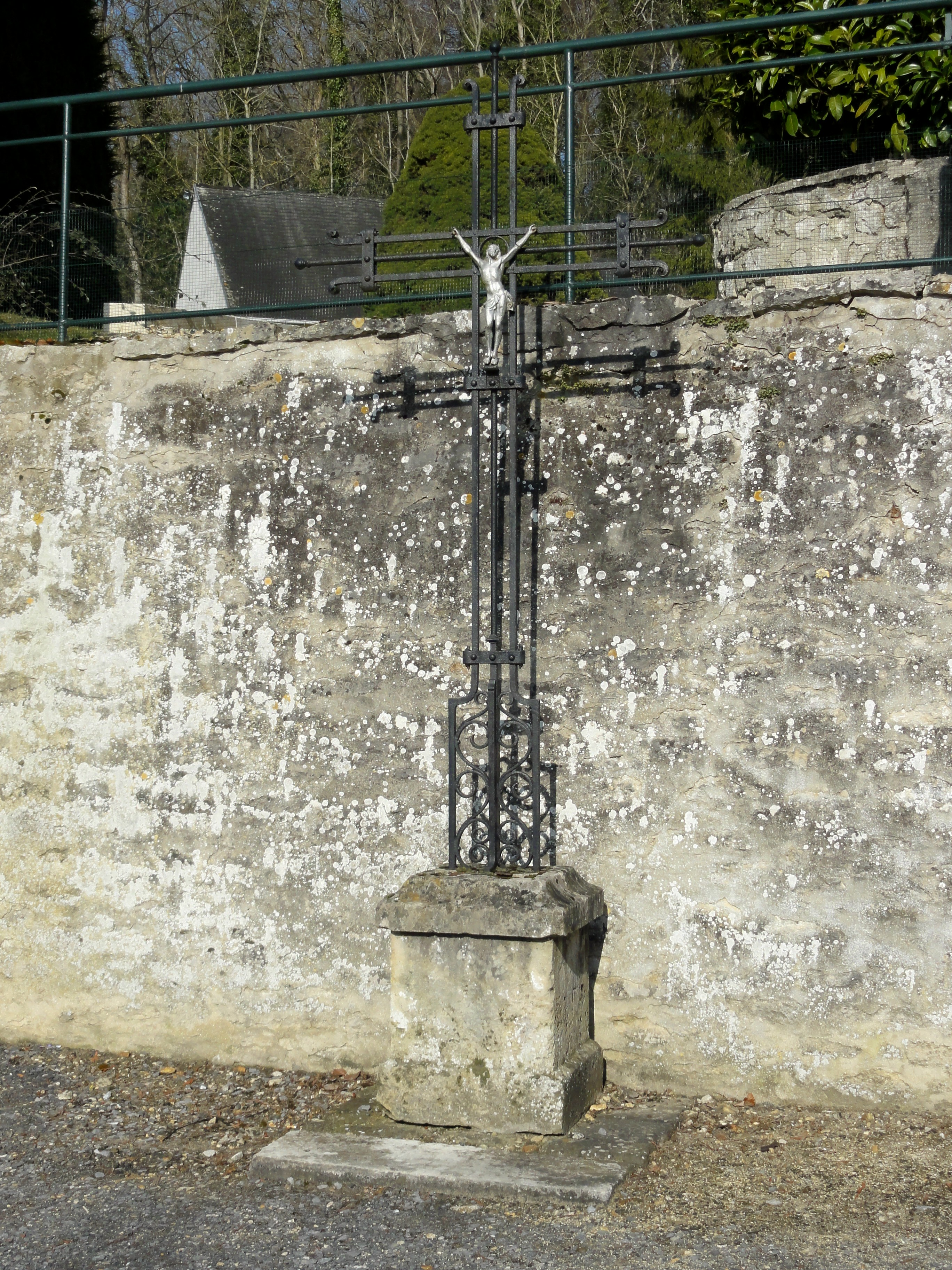
Croix en fer forgé.
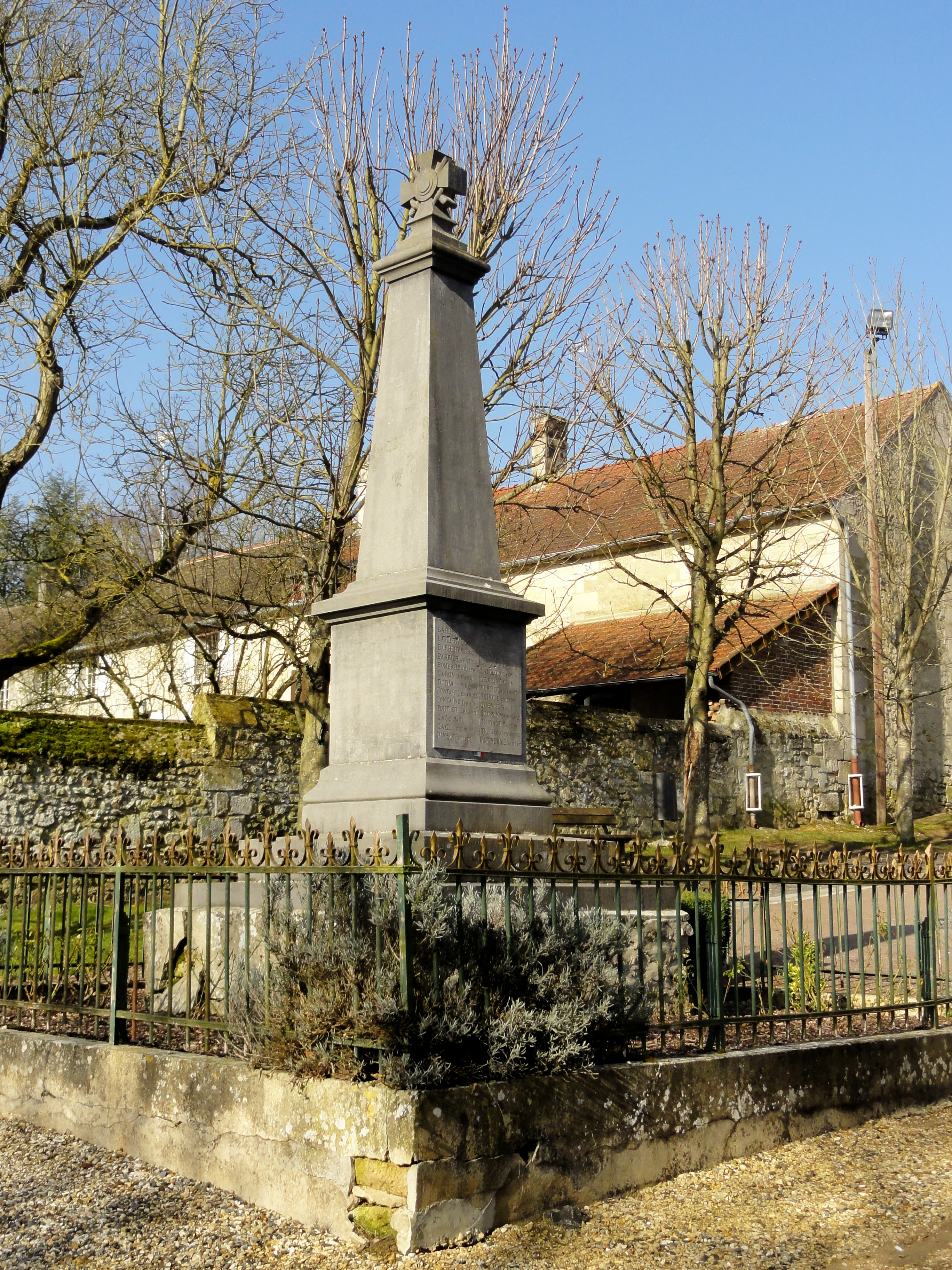
Monument aux morts.
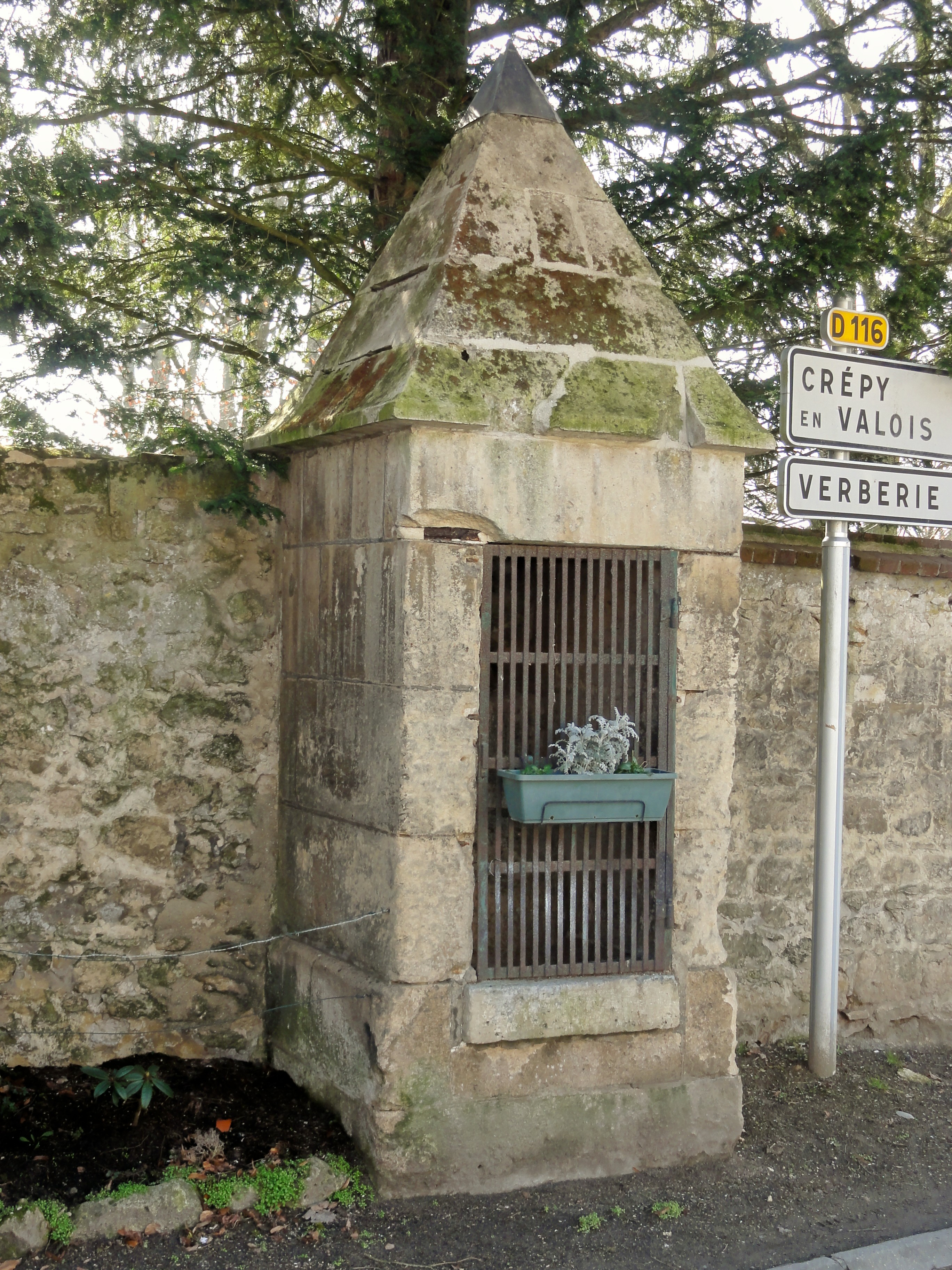
Ancienne fontaine.
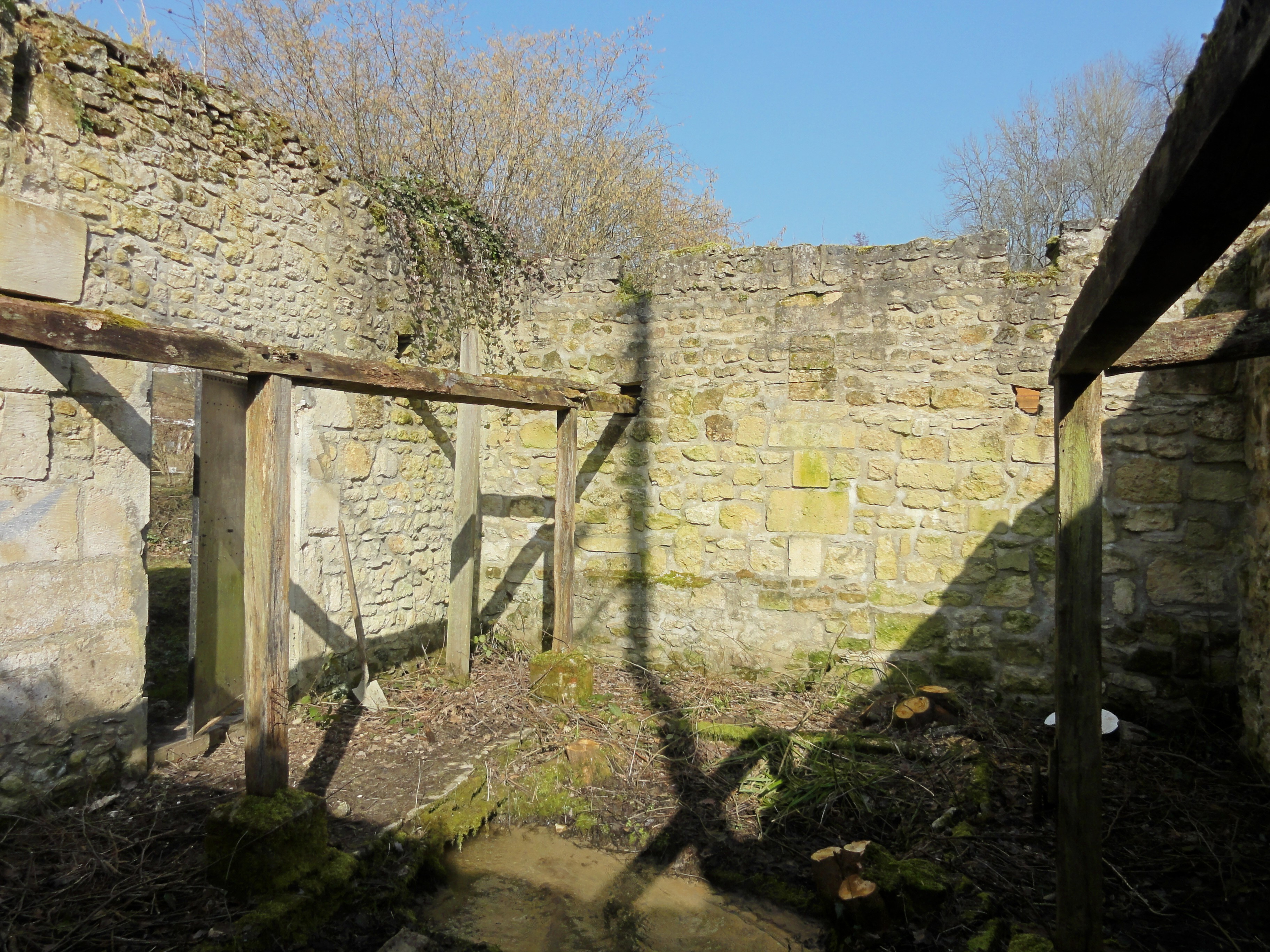
Lavoir ruiné.
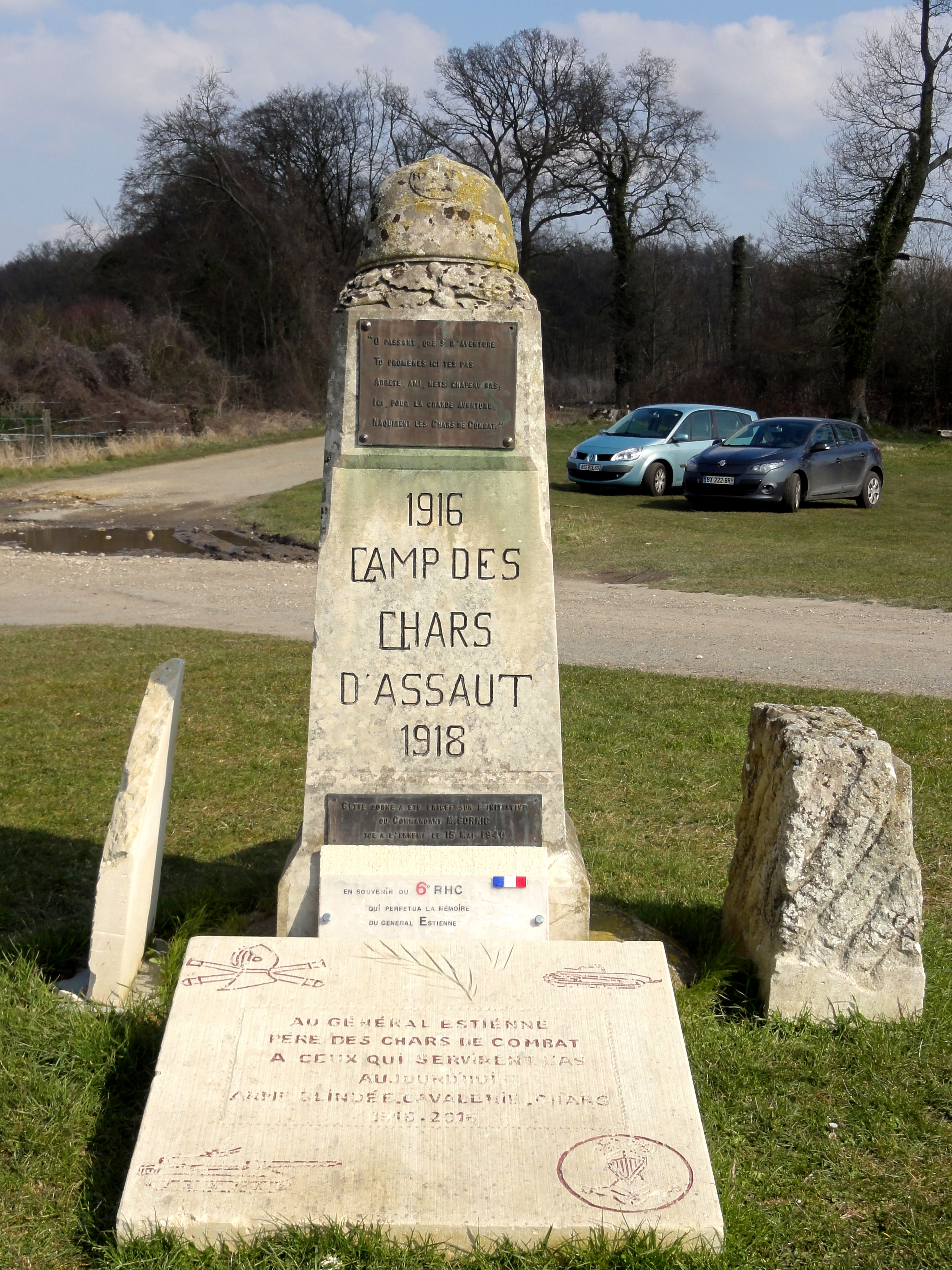
Monument de Champlieu.

### Personnalités liées à la commune
- Arnouph Deshayes de Cambronne (en), adjudant-major du château de Compiègne, résident au Château d'Orrouy.
- comte Armand Doria, mort en 1896 à Orrouy.
- Général Jean Estienne, fondateur du camp d'entraînement des chars de Champlieu, qui eut son quartier général au château d'Orrouy  en 1917 et 1918. Une plaque fixée sur le mur d'enceinte du château le commémore[55].